# Sphagnum subtile
Sphagnum subtile là một loài rêu trong họ Sphagnaceae. Loài này được (Russow) Warnst. mô tả khoa học đầu tiên năm 1903.